# Bonneuil-sur-Marne
Bonneuil-sur-Marne es una comuna francesa situada en el  departamento de Valle del Marne, de la región de Isla de Francia.
Los habitantes se llaman Bonneuillois y Bonneuilloises.

## Geografía
Está ubicada a orillas del río Marne, a 15 km al sureste de París.

## Demografía
| 172 | 251 | 208 | 204 | 255 | 332 | 292 | 310 | 285 | 315 | 364 | 341 | 331 | 417 | 410 | 511 | 535 | 622 | 674 | 756 | 770 | 1 048 | 1 364 | 2 084 | 2 489 | 2 582 | 3 569 | 7 090 | 12 317 | 16 180 | 14 593 | 13 626 | 15 889 | 16 437 | 16 237 | 17 950 |
| Para los censos de 1962 a 1999 la población legal corresponde a la población sin duplicidades (Fuente: INSEE [Consultar]) |     |     |     |     |     |     |     |     |     |     |     |     |     |     |     |     |     |     |     |     |       |       |       |       |       |       |       |        |        |        |        |        |        |        |        |